# Telenor Myanmar
Telenor Myanmar (birmanês: တယ်လီနော မြန်မာ) é uma empresa de telecomunicações em Myanmar. É a subsidiária da multinacional norueguesa Telenor no país, embora a empresa já teha tentado vender a Telenor Myanmar para o grupo libanês M1 Group após o golpe de Estado no Myanmar em 2021.

## História
Em fevereiro de 2013, a Telenor participou da licitação para novas licenças móveis disponíveis em Myanmar. Em 27 de junho de 2013, foi anunciado que a Telenor havia conquistado um dos dois contratos de quinze anos para o desenvolvimento de telecomunicações em Myanmar.
Em junho de 2014, a Telenor Myanmar ajudou a comunidade da Wikipédia em birmanês a realizar seu primeiro workshop conjunto para recrutar novos voluntários. O fórum foi realizado na Dagon University com a ajuda da Telenor Myanmar em julho de 2014, atraindo mais de duas mil pessoas, incluindo estudantes.
Em novembro de 2014, a Telenor e o Yoma Bank anunciaram sua cooperação para fornecer mobile banking em Myanmar. O objetivo de sua cooperação é fornecer acesso a serviços financeiros a pessoas que não possuam contas bancárias.

### Encerramentos forçados
Por vários meses, terminando em setembro de 2019, a Telenor Myanmar foi condenada a encerrar os serviços para Maungdaw, Buthidaung, Rathedaung e Myebon. Em fevereiro de 2020, o Ministério dos Transportes e Comunicações ordenou que a Telenor fechasse o serviço para cinco municípios em Rakhine e Chin.
A Telenor estava sob pressão do governo de Mianmar para encerrar sua cobertura de internet em várias partes do país, o que resultou na perda dos negócios da Telenor em Myanmar. No rescaldo do golpe de Estado no Myanmar em 2021, a Telenor citou "a pressão crescente para ativar o equipamento de interceptação que está sujeito a sanções norueguesas e europeias para uso pelas autoridades em Myanmar" para sua decisão de desinvestimento. Em maio de 2021, a Telenor foi forçada a cancelar o investimento de 780 milhões dólares em Myanmar. Em 8 de julho de 2021, a Telenor anunciou que vendeu seus negócios em Myanmar por 105 milhões de dólares para a M1 Group, uma empresa de investimentos com sede no Líbano, fundada por Taha Mikati e Najib Mikati. A venda não foi aprovada pelas autoridades regulatórias birmanesas, que citaram preocupações sobre as acusações de corrupção da M1, os laços estreitos da empresa com o governo sírio e os métodos operacionais da empresa.